# Digeluna Tijo
« Digelu » et « Tijo » redirigent ici. Pour les autres significations, voir Tiyo et Negele (homonymie).
Digeluna Tijo est un woreda du centre de l'Éthiopie situé dans la zone Arsi de la région Oromia. Il a 140 466 habitants en 2007. Son centre administratif est Sagure. Digelu et Tijo sont deux localités du woreda.

## Nom
Digeluna Tijo peut aussi s'appeler Degeluna Tijo, Digluna Tijo ou Digelu fi Tijo[réf. souhaitée]. Son nom signifie littéralement « Digelu et Tijo ».

## Situation
Situé dans le sud-ouest de la zone Arsi, Digeluna Tijo est entouré par les woredas Hitosa, Tena, Sherka, Limuna Bilbilo, Munesa et Tiyo.
Sa principale agglomération, Sagure, est desservie par la route principale d'Adama à Asasa.
Digelu est une localité également appelée Kidame Digelu[réf. souhaitée] située au nord-est de Sagure sur la route conduisant à Ticho dans le woreda Tena.

Tijo est à une vingtaine de kilomètres au sud-est de Sagure. Ce pourrait être un autre nom de la localité appelée Tiyo ou Negele sur la route conduisant à Gobesa dans le woreda Sherka. 

## Population
Au recensement national de 2007, le woreda compte 140 466 habitants dont 10 % de citadins comprenant les 12 017 habitants de Sagure et 2 063 habitants à Tijo,. La moitié (50 %) des habitants du woreda sont musulmans, 48 % sont orthodoxes et 2 % sont protestants.
En 2022, la population du woreda est estimée à 205 916 personnes avec une densité de population de 222 personnes par km2 et 928 km2 de superficie.